# Seleção Costarriquenha de Futebol Feminino
A Seleção Costarriquenha de Futebol Feminino representa Costa Rica no futebol feminino internacional.

## História
‎A equipe costarriquenha começou a jogar uma partida internacional em 1990, quando a América Central estava lutando para desenvolver o futebol feminino. O sucesso da ‎‎equipe masculina‎‎ ajudou a FCF a acreditar na equipe feminina. Seu primeiro torneio foi o ‎‎Campeonato Feminino da CONCACAF de 1991‎‎, quando a Costa Rica terminou em terceiro lugar em seu grupo, mas sendo eliminada.
‎Apesar disso, a Costa Rica começou a ganhar sucesso no ‎‎Campeonato Feminino da CONCACAF de 1998‎‎ e ‎‎nos Jogos Pan-Americanos de 1999‎‎, quando a Costa Rica conquistou o bronze. Mas mais tarde, a Costa Rica não obteve muito sucesso, já que a equipe nacional ainda estava em luta sob a sombra da equipe masculina.‎‎
‎No ‎‎Campeonato Feminino da CONCACAF de 2014‎‎, a Costa Rica surpreendentemente ganhou a prata, depois de perder por 6 a 0 para os ‎‎Estados Unidos na final. O segundo lugar garantiu-lhes um lugar na ‎‎Copa do Mundo de 2015‎‎. Esta foi a primeira vez que a Costa Rica jogaria uma ‎‎Copa do Mundo de Futebol Feminino‎‎.‎
‎A Costa Rica foi sorteada em um grupo com ‎‎Brasil, ‎‎Coreia do Sul‎‎ e ‎‎Espanha‎‎ para a ‎‎Copa do Mundo Feminina de 2015‎‎. A Costa Rica garantiu dois empates surpreendentes contra a Espanha (1-1) e Coreia do Sul (2-2), mas depois perdeu por 1 a 0 para o Brasil e foi eliminada na fase de grupos.‎
‎No ‎‎Campeonato Feminino da CONCACAF de 2018‎‎, a Costa Rica esperava mais uma vez se classificar para a ‎‎Copa do Mundo Feminina da FIFA‎‎. Elas venceram a primeira partida do grupo por 8 a 0 sobre ‎‎Cuba‎‎. No entanto, perderam a segunda partida por 1 a 0 para a ‎‎Jamaica‎‎, na qual tiveram um gol anulado no segundo tempo. ‎‎A Costa Rica perderia sua última partida de grupo para o ‎‎Canadá‎‎ por 3 a 1, eliminando suas chances de classificação para a ‎‎Copa do Mundo de 2019‎‎.‎
No Campeonato Feminino da CONCACAF de 2022, a Costa Rica garantiu sua segunda participação em uma Copa do Mundo de Futebol Feminino após vencer o Panamá por 3 a 0 e posteriormente Trinidade e Tobago por 4 a 0, classificando-se à Copa do Mundo de 2023.

## Resultados
‎A seguir, uma lista de resultados de partidas nos últimos 12 meses, bem como quaisquer partidas futuras que foram agendadas.‎
Legenda
      Vitória       Empate       Derrota

### 2021
| 18 de setembro Amistoso | Costa Rica | 1 – 2     | Panamá | San José, Costa Rica                                   |  |
|                         |            | Relatório |        | Estádio: Estádio Nacional Árbitro: CRC Ricardo Montero |  |

| 21 de setembro Amistoso | Costa Rica | 3 – 2     | Panamá | San José, Costa Rica                                  |  |
|                         |            | Relatório |        | Estádio: Estádio Nacional Árbitro: CRC Henry Bejarano |  |

| 24 de outubro Amistoso | Jamaica | 0 – 0     | Costa Rica | Fort Lauderdale, Estados Unidos                              |  |
|                        |         | Relatório |            | Estádio: DRV PNK Stadium Árbitro: GUA Astrid Gramajo Ramirez |  |

| 30 de novembro Amistoso | Costa Rica | 5 – 2     | Nicarágua | San José, Costa Rica      |  |
|                         |            | Relatório |           | Estádio: Estádio Nacional |  |

| 3 de dezembro Amistoso | Costa Rica | Suspenso | Nicarágua | Alajuela, Costa Rica                          |
|                        |            |          |           | Estádio: Complejo Deportivo Fedefutbol-Plycem |

### 2022
| 17 de fevereiro Qualif. Campeonato Feminino da CONCACAF | Costa Rica | 7 – 0     | São Cristóvão e Neves | San José, Costa Rica                                     |  |
| 19:00 (UTC-6)                                           |            | Relatório |                       | Estádio: Estádio Nacional Árbitro: MEX Diana Pérez Borja |  |

| 20 de fevereiro Qualif. Campeonato Feminino da CONCACAF | Ilhas Virgens Americanas | 0 – 6     | Costa Rica | Saint Croix, Ilhas Virgens Americanas                       |  |
| 18:00 (UTC-4)                                           |                          | Relatório |            | Estádio: Bethlehem Soccer Stadium Árbitro: MEX Katia García |  |

| 9 de abril Qualif. Campeonato Feminino da CONCACAF | Curaçau | 0 – 4     | Costa Rica | Willemstad, Curaçau                                                      |  |
| 19:00 (UTC-4)                                      |         | Relatório |            | Estádio: Stadion Rignaal Jean Francisca Árbitro: CAN Carly Shaw-MacLaren |  |

| 12 de abril Qualif. Campeonato Feminino da CONCACAF | Costa Rica | 5 – 0     | Guatemala | San José, Costa Rica                                   |  |
| 19:00 (UTC-6)                                       |            | Relatório |           | Estádio: Estádio Nacional Árbitro: JAM Odette Hamilton |  |

| 25 de junho Amistoso | Costa Rica | 2 – 1     | Haiti | Alajuela, Costa Rica                                                         |  |
|                      |            | Relatório |       | Estádio: Estádio Alejandro Morera Soto Árbitro: GUA Caterin Cartagena Mayary |  |

| 28 de junho Amistoso | Costa Rica | 2 – 4     | Haiti | Alajuela, Costa Rica                          |  |
|                      |            | Relatório |       | Estádio: Complejo Deportivo Fedefutbol-Plycem |  |

| 5 de julho Campeonato Feminino da CONCACAF de 2022 | Costa Rica | 3 – 0     | Panamá | Guadalupe, México                                  |  |
| 18:00 (UTC-5)                                      |            | Relatório |        | Estádio: Estadio BBVA Árbitro: JAM Odette Hamilton |  |

| 8 de julho Campeonato Feminino da CONCACAF de 2022 | Trinidad e Tobago | 0 – 4     | Costa Rica | San Nicolás de los Garza, México                                    |  |
| 18:00 (UTC-5)                                      |                   | Relatório |            | Estádio: Estadio Universitario (UANL) Árbitro: MEX Francia González |  |

| 11 de julho Campeonato Feminino da CONCACAF de 2022 | Canadá | 2 – 0     | Costa Rica | Guadalupe, México                                  |  |
| 18:00 (UTC-5)                                       |        | Relatório |            | Estádio: Estadio BBVA Árbitro: JAM Odette Hamilton |  |

| 14 de julho Campeonato Feminino da CONCACAF de 2022 | Estados Unidos | 3 – 0     | Costa Rica | San Nicolás de los Garza, México                                  |  |
| 18:00 (UTC-5)                                       |                | Relatório |            | Estádio: Estadio Universitario (UANL) Árbitro: GUA Astrid Gramajo |  |

| 18 de julho Campeonato Feminino da CONCACAF de 2022 | Costa Rica | 0 – 1 (a.e.t) | Jamaica | Guadalupe, México                                        |  |
| 18:00 (UTC-5)                                       |            | Relatório     |         | Estádio: Estadio BBVA Árbitro: CAN Marie-Soleil Beaudoin |  |

## Estatísticas

### Desempenho em competições oficiais

#### Copa do Mundo
| Desempenho da Costa Rica na Copa do Mundo | Desempenho da Costa Rica na Copa do Mundo | Desempenho da Costa Rica na Copa do Mundo | Desempenho da Costa Rica na Copa do Mundo | Desempenho da Costa Rica na Copa do Mundo | Desempenho da Costa Rica na Copa do Mundo | Desempenho da Costa Rica na Copa do Mundo | Desempenho da Costa Rica na Copa do Mundo |
| Ano                                       | Fase                                      | J                                         | V                                         | E                                         | D                                         | GP                                        | GC                                        |
| ----------------------------------------- | ----------------------------------------- | ----------------------------------------- | ----------------------------------------- | ----------------------------------------- | ----------------------------------------- | ----------------------------------------- | ----------------------------------------- |
| 1991                                      | Não se classificou                        | Não se classificou                        | Não se classificou                        | Não se classificou                        | Não se classificou                        | Não se classificou                        | Não se classificou                        |
| 1995                                      | Não se classificou                        | Não se classificou                        | Não se classificou                        | Não se classificou                        | Não se classificou                        | Não se classificou                        | Não se classificou                        |
| 1999                                      | Não se classificou                        | Não se classificou                        | Não se classificou                        | Não se classificou                        | Não se classificou                        | Não se classificou                        | Não se classificou                        |
| 2003                                      | Não se classificou                        | Não se classificou                        | Não se classificou                        | Não se classificou                        | Não se classificou                        | Não se classificou                        | Não se classificou                        |
| 2007                                      | Não se classificou                        | Não se classificou                        | Não se classificou                        | Não se classificou                        | Não se classificou                        | Não se classificou                        | Não se classificou                        |
| 2011                                      | Não se classificou                        | Não se classificou                        | Não se classificou                        | Não se classificou                        | Não se classificou                        | Não se classificou                        | Não se classificou                        |
| 2015                                      | Fase de Grupos                            | 3                                         | 0                                         | 2                                         | 1                                         | 3                                         | 4                                         |
| 2019                                      | Não se classificou                        | Não se classificou                        | Não se classificou                        | Não se classificou                        | Não se classificou                        | Não se classificou                        | Não se classificou                        |
| 2023                                      | Fase de Grupos                            | 3                                         | 0                                         | 0                                         | 3                                         | 1                                         | 8                                         |
| Total                                     | 2/9                                       | 6                                         | 0                                         | 2                                         | 4                                         | 4                                         | 12                                        |